# 薄氏梭子蟹
薄氏梭子蟹（学名：Portunus brockii）为梭子蟹科梭子蟹属的动物。分布于日本、安达曼岛、马来群岛、澳大利亚、印度洋以及中国大陆的海南岛等地，生活环境为海水，常生活于水深30米左右的泥沙底。